# Zeta Persei
Zeta Persei (ζ Per) – trzecia co do jasności gwiazda w gwiazdozbiorze Perseusza, znajdująca się w odległości około 752 lata świetlne od Słońca.

## Charakterystyka
Jest to gorący nadolbrzym reprezentujący typ widmowy B, który wchodzi w skład asocjacji Perseusz OB2. Jest to gwiazda trzeciej wielkości (średnio 2,85m, słabo zmienna), ale gdyby odjąć efekt pociemnienia przez pył międzygwiezdny, świeciłaby z jasnością 1,79m (równie jasno co Mirfak). Gwiazda ta ma zaledwie 19 milionów lat, ale przy masie 19 M☉ zakończyła już syntezę wodoru w hel i w przyszłości wybuchnie jako supernowa.
Gwiazda ma dwóch towarzyszy, Zeta Persei B i E. Gwiazdy oznaczone jako Zeta Persei C i D nie są związane z nadolbrzymem, a tylko sąsiadują z nim na niebie. Bliższa ζ Per B jest gwiazdą ciągu głównego również należącą do typu widmowego B, odległą o 3900 au i okrążającą nadolbrzyma co 50 000 lat. Dalsza gwiazda ζ Per E jest oddalona o 36 000 au i potrzebuje 1,5 mln lat na jeden obieg; przy tak dużej odległości zewnętrzne siły grawitacyjne zapewne odłączą ją od dwóch towarzyszy.